# Lista do patrimônio histórico no Tocantins
Essa é uma sublista da lista do patrimônio histórico no Brasil para o estado brasileiro do Tocantins.
| Município  | Monumento ou obra                                                | Ano do tombamento | Esfera do tombamento | Uso atual |
| ---------- | ---------------------------------------------------------------- | ----------------- | -------------------- | --------- |
| Natividade | Conjunto arquitetônico, urbanístico e paisagístico de Natividade | 1987              | Federal              | —         |

## Fonte
- IPHAN. Arquivo Noronha Santos